# 紐西蘭葡萄酒
紐西蘭國內有10個主要的葡萄酒產地，其範圍涵蓋了南緯36度至45度之間。紐西蘭的葡萄酒生產歷史開始自殖民地時期。紐西蘭最早的葡萄酒生產是在1836年。由於法律和文化原因，在很長一段時間內葡萄酒在紐西蘭並不流行，不過在1960年代之後，這一情況發生了改變。現在紐西蘭葡萄酒廣泛出口各國，並被譽為世界最好的白蘇維翁產地。

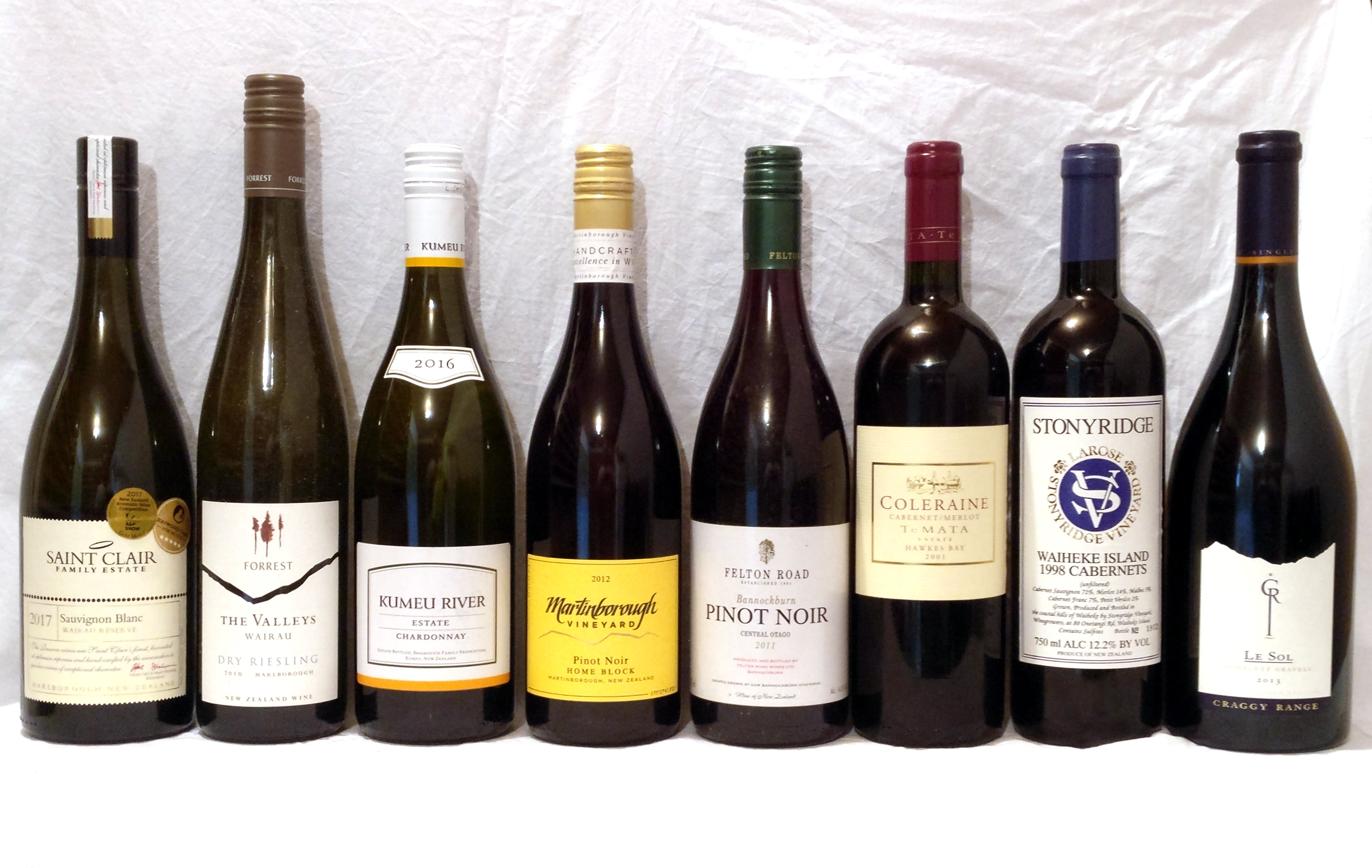